# Enzo Mandruzzato
Enzo Mandruzzato (Bologna, 1924 – Padova, 10 marzo 2012) è stato un latinista, traduttore e poeta italiano.

## Biografia
Traduttore, grecista e latinista molto prolifico e di successo, visse e lavorò a Padova: fu docente di Letteratura Latina presso l'ateneo di questa città.
Tradusse dal greco (lirici greci arcaici, Pindaro, Eschilo, Euripide ed Esopo), dal latino (Orazio, Fedro, Giovanni Pascoli) e dal tedesco (Friedrich Hölderlin).
Pubblicò saggi, come Il Piacere del latino del 1989, e articoli filologici su varie riviste letterarie (Studi Danteschi, Nuovi argomenti, In forma di parole, Poetica, tra le tante).
Si cimentò anche nella poesia e nella narrativa.

## Opere

### Poesia
- Le annate, Neri Pozza, Vicenza, 1961.
- Solo il sogno del due, prefazione di Giacinto Spagnoletti, con scritti di Mario Luzi e Gianni Scalia, Hellas, Firenze 1985.
- Ti perdono la morte, Scheiwiller, Milano.

### Narrativa
- Quinto non ammazzare, Venezia, Marsilio, 1990.
- I demoni. Undici confessioni apocrife, Il Poligrafo, 2006.

### Traduzioni
- Eschilo, Le supplici. Il Prometeo incatenato; Euripide, Andromaca. Ione. Ifigenia in Tauride, entrambi in Il Teatro greco. Tutte le tragedie, a cura di Carlo Diano, Sansoni, Firenze, 1970.
- Diotima e Hölderlin. Lettere e poesie, a cura di, Collana Piccola Biblioteca, Milano, Adelphi, 1979.
- Pindaro, L'opera superstite, Bologna, Cappelli, 1980.
- Catullo, I Canti, Rizzoli, Milano 1982; 15ª edizione riveduta e aggiornata, Collana BUR Classici greci e latini, 2001.
- Giovanni Pascoli, Poëmata Christiana, introduzione di Alfonso Traina, Rizzoli, Milano, 1984; BUR Classici: 2ª ediz. corretta e aggiornata 2001.
- Orazio, Odi e epodi, traduzione e note, introduzione di Alfonso Traina, Rizzoli, Milano 1985; 17ª edizione riveduta e aggiornata, BUR, 2005.
- Marziale, Poesie barocche, Edizioni dei Dioscuri, Padova, 1990.
- Fedro, Favole, introd., trad. e note di E. Mandruzzato, Milano, BUR, 1994.
- Lirici Greci dell'età arcaica, Collana Classici greci e latini, Milano, BUR, 1994; Collana I grandi classici Latini e Greci, Milano, Fabbri Editori, 1995.
- Marziale tradotto da Enzo Mandruzzato, Torino, Lindau, 2017.

### Saggistica
- Orazio lirico, Liviana scolastica, 1958.
- Foscolo, Collezione Gli Italiani diretta da Indro Montanelli, Rizzoli, Milano, 1970.
- Il Piacere del latino. Per ricordarlo, impararlo, insegnarlo, Arnoldo Mondadori Editore, Milano, 1989.
- I segreti del latino. Per ritrovare quello che abbiamo dimenticato, Milano, Mondadori, 1991.
- Il piacere della letteratura italiana. Per riscoprirla, rileggerla e amarla, Milano, Mondadori, 1995.
- Omero. Il racconto del mito, Milano, Mondadori, 1998.
- Il poeta e la misura. Semantica della metrica e definizione della poesia, Panda, 2006.
- Soprappensiero, Panda, 2007.
- Nerone. L'artista vietato, Torino, Lindau, 2020.

### Saggi e traduzioni della Bibbia
- Il buon messaggio seguendo Matteo, Edizione Biblioteca dell'Immagine, Pordenone, 1989.